# Kenji Ito
Kenji Ito (伊藤 健次 Ito Kenji?), född 29 juni 1976 i Mie prefektur, är en japansk före detta fotbollsspelare.
Ito började sin karriär 1995 i Cosmo Oil Yokkaichi. 1997 flyttade han till Nagoya Grampus Eight. Med Nagoya Grampus Eight vann han japanska cupen 1999. 2000 flyttade han till Jatco TT. Han avslutade karriären 2000.